# Northampton
Northampton város az Egyesült Királyságban, Közép-Anglia területén, Londontól kb. 100 km-re északra. Lakossága 215 ezer fő volt 2012-ben.
Gazdag vasérckészleteivel táplálta Corby város olvasztómedencéit, míg be nem zárták őket. 
Most többek közt cipőiparáról és egyéb bőráruiról ismert.